# 大蒂米希
大蒂米希（德語：Großthiemig）是德国勃兰登堡州的市镇，隶属于易北-埃尔斯特县，总面积为20.10平方千米，截至2020年总人口为1018人。